# Joseph Brebsom

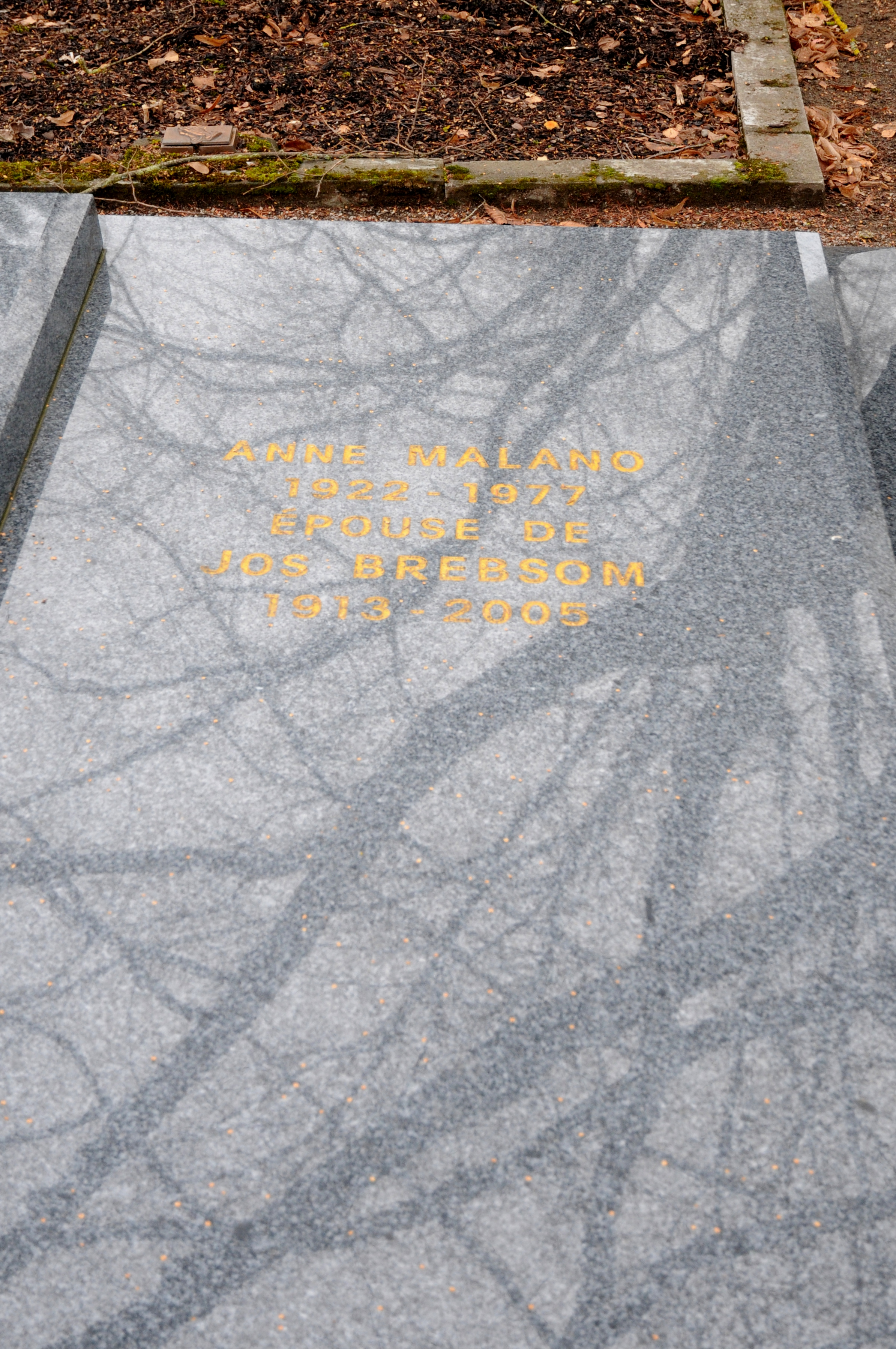
Tomba del polític Luxemburguès.

Joseph Brebsom (Medernach, 23 de març de 1913 – Pontpierre 12 d'abril de 2005) fou un polític luxemburguès.
Membre del Partit Socialista de Luxemburg (LSPA). Brebsom va passar la major part de la seva carrera al consell comunal d'Esch-sur-Alzette. Va mantenir la posició com escabí (1965 a 1969 i 1970 a 1978) i com a alcalde de 1978 a 1990, en substitució del comunista Arthur Useldinger. Va tenir un escó a la Cambra de Diputats des de 1974.